# 江宜樺
江宜樺（1960年11月18日—），中華民國政治人物、中國國民黨籍，政治哲学學者，生於基隆市暖暖區。現任國立中正大學戰略暨國際事務研究所教授、長風文教基金會董事長。曾任國立臺灣大學政治學系教授、臺大副教務長、臺大社會科學院副院長、臺大教務處教發中心主任、中央研究院中山人文社科所助理研究員。在馬英九政府出任要職，歷任行政院研究發展考核委員會主任委員、內政部部長、行政院副院長、行政院院長、總統府資政等職務。

## 生平

### 早年经历
江宜樺之父為江木吉，生於福建省漳州市，1949年抵台，在基隆市暖暖區經營一間中藥房，曾任地方義警隊隊長。江宜樺在家中排行第三，兩個姐姐都是中學教師。么弟江志鵬接手經營父親的中藥房。
江宜樺小学时，弱小、害羞，念八堵国小时被同学霸凌，直到念暖暖国中时，人生开始转变。「他在班上成绩都是前几名，文藝、体育、司仪，样样都很强。」「当时全校都知道有这名学生。」江宜桦常常跟大家聊起当时学校一位女老师，对他有很深的期待，只要遇到挫折，这位老师都会教他用智慧的方式去面对。就讀臺北市立建國高級中學時，朱立伦、劉孔中、瓊瑤的兒子平雲等人是他的同班同学，賴清德也和他同一屆，於1979年畢業。
江宜樺於1983年取得國立臺灣大學政治學學士。江宜桦在台大读书的时候，星座書籍作家玛法达是他的同班同学。服兵役退伍後，於1987年取得硕士學位。江宜桦的碩士論文題目是《政治，行動，與判斷──漢娜·鄂蘭政治思想之研究》。 
隨後至美国留學，於1993年取得耶鲁大学政治學博士。博士論文題目是《Thinking without a Bannister: An Interpretation of Hannah Arendt's Aesthetic Politics》。

### 学术生涯
回國後，曾在中央研究院中山人文社會科學研究所擔任助理研究員。1995年至1999年間，在國立臺灣大學政治學系任副教授，1999年升任教授。 
江宜樺的主要學術研究領域為政治哲學，並以西洋政治思想為主。早期研究領域為西方政治思想史、當代政治思潮、自由主義，曾在課堂上推崇漢娜·鄂蘭的公民反抗運動。晚近研究包括民主政治與國家認同等，并且開始著重于中西方政治思想之比較研究。 
江宜樺的学术代表作品之一《自由民主的理路》，從回顧自由主義的傳統開始，逐一探討西方學者约翰·洛克、邦雅曼·康斯坦、亞歷西斯·托克維爾及约翰·斯图尔特·密尔的自由主義思想，之后透過檢視當代政治思想家漢娜·鄂蘭、约翰·罗尔斯與邁克爾·瓦爾澤等人的政治理論，討論當代兩種自由主義之爭，以及當前自由主義所主張的個人主義、普遍主义與中立性論述在發展上的問題。
2000年，至英国剑桥大学達爾文學院擔任訪問學人。2001年，於美國哥伦比亚大学東亞所任客座教授。2003年至2005年間，任國立臺灣大學社會科學院副院長。2005年7月，江宜樺擔任國立臺灣大學政治系施明德講座執行長。
2006年至2008年間，任國立臺灣大學副教務長。2007年7月15日，名列第三社會黨首波「公民推薦人」名單。同年，負責撰寫馬英九競選政見中的〈民主政策白皮書〉，並彙整〈教育政策白皮書〉。隨後進入政界。

### 仕途经历

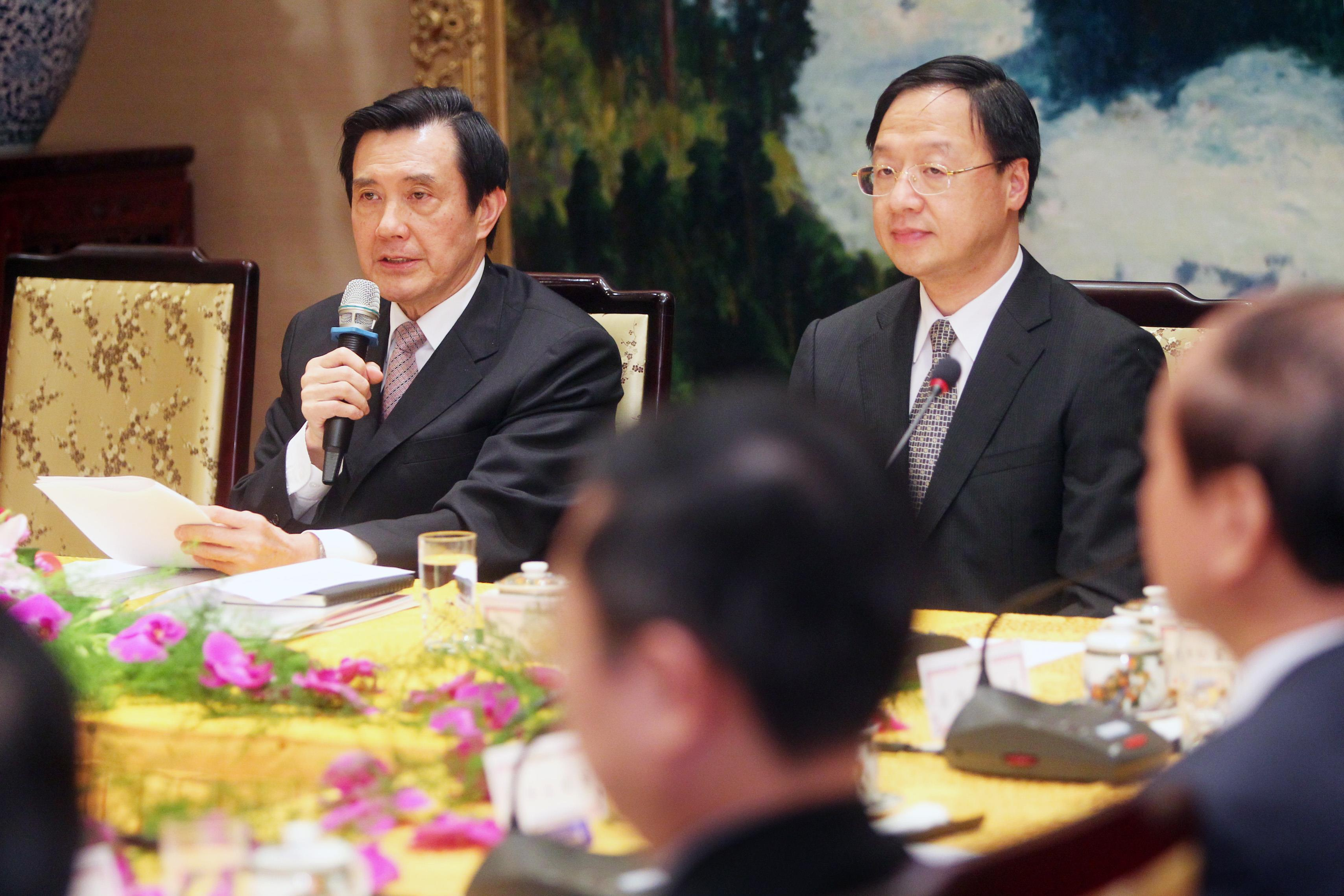
時任總統馬英九與行政院長江宜樺

2008年5月至2009年9月，出任劉兆玄內閣行政院研究發展考核委員會主任委員，負責推動總統馬英九的「愛台十二建設」。2009年9月，出任吳敦義內閣內政部部長。2012年2月6日，出任陳冲內閣內閣行政院副院長。
2013年2月18日，升任行政院院長，7月18日發生大埔事件。11月13日，江宜樺邀請青年學生們觀賞空拍紀錄片電影《看見台灣》。在電影結束時，有3名聲援華隆紡織工人的民眾高舉抗議布條。學生孫致宇在記者會現場，將他自己的紅白拖朝向江宜樺後方丟出，所幸並未擊中。12月12日，台灣台北地方法院依違反社會秩序維護法第85條，處孫致宇新台幣5000元罰鍰。
2014年3月發生太陽花學運，期間被抗爭者質疑執法過當，12月因國民黨在九合一選舉敗選而請辭行政院院長。2015年3月1日，出任无给职總統府資政，直至2016年5月19日。

### 回归学界：2016-
2016年7月起，任香港城市大學人文社會科學院教授。
2017年2月16日江宜樺舉辦研討會，宣傳海報主題為「台灣民主政治的成敗及其意義 」，海報內容摘要：台灣民主的缺陷太過駭人（The shortcomings of Taiwanese democracy is so appalling...），使人們日益懷疑民主政治究竟是不是值得追求的制度，以及華人社會是不是適合實施民主，台灣民主有「政府效能不彰、法治精神蕩然、以及媒體生態扭曲等嚴重問題」。
2018年9月起，任國立中正大學戰略暨國際事務研究所專任教授。
2018年12月18日，受邀前往曾任教的台大社科院演講，因其在2014年太陽花學運期間曾表示對學生運動變質感到痛心，並下令加派警力引起被質疑「暴力驅逐」學生的爭議，該演講遇台大學生闖進會場抗議並播放當天驅逐畫面，江宜樺在一片混亂中提早結束演講。

## 仕途

### 研考會主委
2008年5月20日，江宜樺接替施能傑出任行政院研究發展考核委員會主任委員。江宜樺將馬英九競選總統的政見，包括愛台十二建設等重大政策，歸納為414項總統政見具體內容，成立「總統政見執行追蹤專案」，進行專案管考。江宜樺也提出，「總統政見並非聖經般不可改變，在落實為政策過程中應納入實際狀況調整」。

#### 組織改造
行政院組織改造自1987年開始推動，在江宜樺接手前已推動22年，歷經8位行政院院長及6位研考會主委，其間曾四次函送立法院審議，但都沒有辦法順利完成三讀。2008年7月21日成立「行政院組織改造推動小組」，由行政院副院長邱正雄擔任召集人，江宜樺擔任副召集人。行政院组织改造草案于2009年4月9日經行政院院會通過，2010年1月12日經立法院三讀通過。江宜桦主要负责部会间的「横向联系」，包括哪些部会裁减、整并，最后订定出现有廿九个机关雏型。

#### 组织改造争议
行政院组织改造草案于2009年4月9日經行政院院會通過，2010年1月12日经立法院三讀通過。有批评认为，政府改造後，並未如預定精簡政府，人事支出反而變高。而且發生花費六千萬改名為「交通及建設部」的交通部，主管的業務並未改變，因為原要併入交通部的營建署，後來決定續留內政部。
江宜桦回应，许多组改争议涉及「情感面」与「拒绝整并」两大因素，还有多方势力的游说，如口腔与心理司、林务局争议、交通与建设部和灾防署等，多少与两大因素有关。但最后整并结果，如将林务局切出林业司，并入农业部，其余仍归环资部等，已经过三次跨部会协调才定案，绝非突如其来的变更。
民进党立法委员李应元的批评，高普考錄取六千二百卅五人，創廿年新高，反映政府組改「沒有瘦身，越改越肥」，而檢視已完成組織法的機關，簡任十職等以上高官合計增加一百卅九名，行政院就占四十名，「這算是精簡？」
人事行政總處副人事長張念中回应，組改後公務機關用人編制減少了二萬多人，比組改前減少二成，不管是哪個層級的公務員，整體預算員額都沒有增加，立委所指詳細數字需要進一步了解。江宜桦回应，中央政府的员额在组改后确实减少了。立法委员李应元所指责的问题，主要是因为县市合并后地方政府的建制升级所造成的。 

### 內政部長
2009年9月11日江宜樺接替廖了以出任內政部部长。2010年2月3日召開記者會提出「以民為念 興利除弊」、並以國土政策、人口政策、社福政策、治安政策、災防政策以及民主人權政策等六大政策，做為主要政策方向。

#### 社会政策
2010年6月7日，訂定「國土測繪成果資料收費標準」。2011年，「青年創業貸款專案計畫」，調降貸款利率，由最高2.295%降至1.95%。2011年1月9日，江宜桦宣布，未來預售屋屋簷雨遮採取「登記但不計價」方式辦理。這項新制在2011年5月1日上路。5月19日，住宅法通過內政部部務會報，2011年12月13日於立法院三讀通過。法案規定首度明定「社會住宅」專章。6月1日，特銷稅開徵。6月3日，江宜桦提出「日間照顧呷百二」的三年計畫。截止至2011年底，全國共有85處日間照顧中心。6月13日，國民年金法部分條文在立法院三讀通過。增加國民年金婦女生育給付，被保險婦女若生產，可發給1個月投保金額生育給付。7月1日，獲得立法院通過的社會救助法的修法草案，开始實施。12月13日，实价登录三法与住宅法在立法院三读通过。

#### 災害防救
2010年7月13日，災害防救法修正案三讀通過。2010年7月13日，立法院通過《災害防救法》相關條文修正案。#2010年8月4日，由總統公布施行。該法明訂災害防救相關細目及中央與地方權責劃分，於行政院設置「中央災害防救委員會」，由內政部部長擔任執行長，並於該委員會下設置「災害防救辦公室」以處理相關業務，直接指揮中央災害應變中心。江宜樺表示，「『災害防救辦公室』由副院長與內政部部長等高階官員直接負責，一旦發生重大災害，必定會有部長甚至副院長層級主持搶救」。

#### 民主人權
2010年2月3日，江宜桦將民主人權政策列為內政部重要施政方向，並提出「研議不在籍投票」。2011年4月，中選會決定總統及立委合併選舉，不在籍投票暫緩辦理。6月8日，「消除對婦女一切形式歧視公約施行法」公布，並自2012年1月1日施行。2012年1月1日，取消現役軍人薪餉及國民中、小學、私立初級中、小學、托兒所及幼稚園教職員薪資所得免納所得稅規定。

#### 社會治安
2010年12月30日，提出「防制校園霸凌措施」。2011年6月28日，美國國務院公布2011年度人口販運報告。防制人口販運成績，中華民國評等為第1級國家。

#### 人口政策
2010年3月15日，江宜樺宣布建置「臺灣人口資料庫」，統合及整理散置於各相關部會的人口資料，統一放置於內政部戶政司全球資訊網供一般民眾與工商界查詢、學術研究及各級政府施政依據，「對於政府未來擬定十年、二十年，乃至三十年後的長程政策規劃，將有相當的幫助。」
2010年3月15日，內政部人口政策委員會召開會議，決議提撥新臺幣一百萬元徵求「讓大家聽了想生小孩」的催生口號。3月16日，江宜樺宣布將爭取「青年安心成家方案」預算，提高至二十四億元，並修改該方案的評點方式，於2011年3月1日受理申請，使青年所育子女數愈多者，積分愈高，補貼機會也愈高。12月21日，內政部製作《育兒秘笈》免費發送，教導新手父母育兒的知識及經驗。
2011年7月27日，內政部宣布為獎勵生育並提高生育率，隔年（2012年）起發放生育津貼，家戶年收入在一百一十三萬元以下者，父母任一人在家照顧零歲至二歲的幼兒，可獲內政部發給每人每月二千五百元至五千元的育兒津貼。
2012年1月9日，江宜樺宣布將修改《保母托育管理與托育費用補助實施計畫》以放寬保母托育補助條件，未來綜合所得稅稅率未達百分之二十的父母雙就業家庭，將未滿兩歲的幼兒送交社區保母系統或托嬰中心的保母照顧者，每家戶每月補助三千元至五千元，全國約有百分之九十二的該類家庭符合申領條件。

#### 拒絕熱比婭入境争议
隨著紀錄片「愛的十個條件」在台灣上映，是否同意片中主角热比娅來台訪問引发争议。支持其来台湾者认为，热比娅曾三度獲提名諾貝爾和平獎，同时担任世界維吾爾代表大會主席。 反对热比娅来台湾者认为，热比娅与台湾素无关联，不同于达赖等有广泛信众的政教领袖，热比娅来台可能损害台湾的国家利益。
江宜樺在2009年9月25日接受立委周守訓質詢時，回答说世界維吾爾代表大會與東突恐怖組織有密切關聯，其秘書長多里坤•艾沙是國際刑警組織所通令發布的國際恐怖組織人物，很多國家高度提防並禁止其入境。因此經跨部會專案小組開會後，決議依據入出國及移民法第18條「外國人有危害我國利益、公共安全或公共秩序之虞，移民署得禁止其入國」，禁止熱比婭入境。
内政部的決議引起民進黨立法委員強烈批判。赖清德指出國際刑警組織網站與國際媒體查無多里坤•艾沙的通緝資料，只有中方媒體報導與中國公安部公布名單。2009年9月，江宜桦在回答立法委员賴清德的質詢时，解釋名單不是一般人在世界刑警組織的網站就可以查到，所有恐怖分子網站的名單，必須要有特殊的密碼方能知曉。民进党立法委员赖清德和管碧玲指出，作为反恐非常积极的国家，美国却接受过热比娅入境。 江宜桦在接受质询时指出任何国家的决定都是基于国家利益考量的。而美国也曾把世界维吾尔代表大会列为恐怖组织，并出示了美国国务院和美国国会之间的官方报告。
民进党立法委员管碧玲指出，中央社駐日內瓦記者周盈成曾詢問國際刑警組織是否曾多里坤或發布通令，獲得的答案是，國際刑警組織從未通緝秘書長多里坤•艾沙。2009年10月2日，江宜桦在回答民進黨立法委員管碧玲質詢時指出，該中央社記者詢問的並非是國際刑警組織的官方發言人，而是透過私人朋友所問到的訊息，因此并不足以采信。

### 行政院副院長
2012年2月16日，江宜樺接替陳冲擔任行政院副院长。

#### 年金改革
2012年11月21日到2013年2月18日，江宜桦担任行政院年金改革小组召集人。期间全国共开设一二四場座談會，討論年金制度,超过一万人次出席会议讨论。年金制度改革包含五面向，第一是合理調整給付水準，減輕年金之財務負擔；第二是保險費率要適度提高，反映保險成本；第三要檢討退休年齡與給付計算基準；第四是提高基金收益，挹注保險財務；第五是政府負最終支付責任，安定民心。2013年1月30日，馬英九總統邀集行政院長陳冲、立法院長王金平及考試院長關中等，在總統府召開記者會，說明年金制度改革第一階段方案。2013年6月，相關人員表示，年金改革方案送到立院審議後，已完成階段性任務早就解散。江宜樺升任行政院長後，毛治國接任副閣揆與年金改革小組召集人，卻從未主動召開相關會議。

#### 优化經商環境
2012年4月17日至2013年2月18日，江宜桦担任行政院經商環境改革小組召集人。2012年10月23日，世界银行发布經商便利度總體排名，台湾由2008年公布第61名、2009年公布第46名、2010年公布第33名、2011年公布第25名，再次推進至全球第16名。

#### 穩定物價
2012年2月6日至2013年2月18日，江宜桦担任行政院物价稳定小组召集人。2012年5月17日，為受理全國民眾反應物價異常波動和聯合哄抬行為，江宜樺向民眾宣導法務部和公平會檢舉專線。6月7日，身兼穩定物價小組召集人的行政院副院長江宜樺，公布政府穩定物價措施。對於即將漲價的亞培嬰幼兒奶粉，江宜樺強調「只要他們敢亂漲，政府就開罰」，最高可罰新台幣2500萬元。10月2日，江宜樺宣布將蘋果、甜桃、奇異果等進口水果的關稅減半，以平抑受颱風及豪雨影響而上漲的水果價格，減輕消費者的負擔。

#### 穩定物價爭議
2012年4月25日，江宜樺主持行政院穩定物價小組第39次會議後表示，經相關機關積極查價，目前重要民生物資價格尚稱穩定持平，他要求各機關持續密切掌握民生商品市場變化，務求穩定物價。很多民众对物价稳定的说法表示怀疑。感觉同样的钱可以在超市里买到的东西变少了。2012年5月17日，江宜樺召开记者会說明，經政府系統性查價，發現米、麵粉、沙拉油等17項重要民生物資漲跌互見，並非萬物齊漲。其中，有些漲幅逾10%商品，是促銷期剛好結束。部分民眾反映桃源街牛肉麵漲價。江宜樺說，經公平會人員實地查訪，一家上漲，但也有店家跌價，「整條街確定沒有聯合行為」。

### 行政院院長

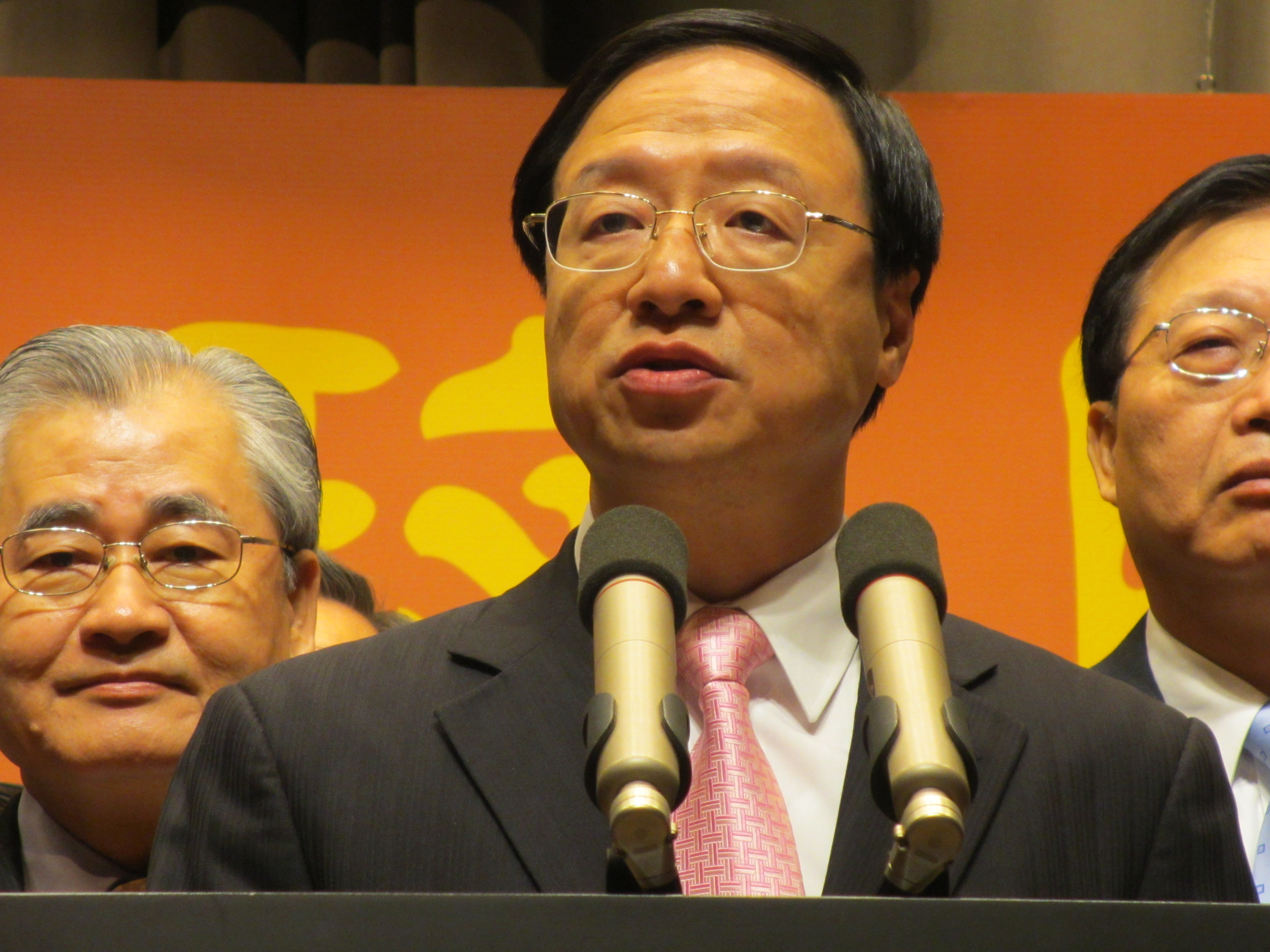
時任行政院院長江怡樺（攝於2013年）

2013年2月18日，江宜樺接替陳冲擔任行政院院長。3月1日，江宜樺表示核四公投結果若決定停建，代表行政院的重大政策未獲得民眾信任與支持，他願為重大政策負責「辭職下台」。11月19日，江宜樺針對食品安全作出宣示，他表示，行政院已經將食品安全列為重點施政項目，未來也會健全食品的認證系統。江宜樺說：『我們除了決心要修改食品衛生管理法，建立完備食品安全制度之外，並徹底檢討政府現行的認證系統，絕對不容許再有類似食安事件發生。』
任内存在多项争议，包括缴交房产税争议、核四交付公民投票争议、会计法修正案覆议争议、十二年国教争议、由特侦组举报立法院长王金平替民进党立法委员柯建铭关说司法个案所引发的一系列争议、服貿協議争议、高雄災後重建爭議等。
2013年9月17日到2013年10月15日，江宜樺持續被民進黨阻止在立法院上台報告。2013年10月15日，民进党提出的不信任案在立法院遭到否决。10月18日，江宜桦应邀依法在立法院进行施政报告。
2014年11月29日，國民黨於地方選舉中大敗，這是國民黨1997年以來最慘烈的一次失敗，行政院長江宜樺晚間7時50分許舉行記者會，表示國人對政府施政不滿的聲音已經透過選票清楚表達，他在此請辭下台，並已獲得總統馬英九同意，之後由時任行政院副院長毛治國接任。

## 家庭
江宜樺妻子李淑珍為臺北市立大學歷史與地理學系教授，兩人在就讀大學時結識。婚後育有一子一女，长子患有阿斯伯格症，小时候沟通障碍很大不会讲话，凡此种种都曾让江宜桦十分挫败。
江宜樺的父親在2007年左右剛滿70歲時，先後罹患帕金森氏症和失智症。江宜樺回憶說，至今他仍清楚記得，他帶著父親到台大醫院就診的那一天，心裡有多麼震驚。醫生問了很多問題，包括今年幾歲、有幾個兄弟姊妹、42加3是多少，都是非常基本的問題，但父親十題頂多只能答對兩、三題。因為了解父親的狀況，江宜樺也就調整了心態，他分享說，只要把失智症的家人看成逐漸退化的小孩，再隨著他反映出的年齡越來越幼化，陪他玩適合年紀孩子的遊戲，父親較放鬆，他也較能調適照顧者的心情。他也要求當時還在念高中、國中的兒女，要把爺爺當成小朋友。
新閣揆人事案發布前一刻，江宜樺打了通電話告知家人，基隆的老媽媽一聽到這個消息，第一個反應竟是，「為啥物愛一直做，哪會一直欲做，莫做敢袂使？」（白話字: “Ūi siáⁿ-mih ài it-ti̍t chò? Ná ē it-ti̍t beh chò? Mài chò kám bōe-sái?”為什麼一直要做，為何一直做，不做行嗎？） 
江宜桦和台灣男性政治學者，中央研究院人文社會科學研究中心研究员蔡英文是好友，并且多次合作论文，书籍。江宜樺喜讀古書，尤愛《論語》，認為能從中學習做人做事的智慧。他欣賞蜀漢丞相諸葛亮，認為應仿效其做事預先充分準備。

## 榮譽

### 教学研究相关荣誉
- 江宜樺曾獲頒国立台灣大學教學傑出獎與多次教學優良獎。
- 2002年，江宜樺獲頒國科會傑出研究獎，之前曾獲得國科會甲種研究獎勵八次。[75]
- 2004年，江宜樺獲頒国立台灣大學第一屆十大「經師與人師」楷模。[75]

### 中華民國勳章獎章
- 一等景星勳章（2013年3月11日於台北總統府頒授[76]）。江宜樺以行政院前副院長的身分頒贈「一等景星勳章」，表彰其對國家社會的卓越貢獻，並於贈勳典禮致詞時表示，他「從來沒有想到有這一天」、「對獲勳內心感到榮幸，但也十分惶恐」，並要「感謝總統、陳前院長及所有工作夥伴，也要感謝家人的堅定支持。未來他將繼續為國效力、為民眾服務，也期盼外界能給予行政團隊多一點支持力量」。[77]
- 2014年1月16日，江宜樺獲頒一等研考獎章。[78]

- 一等卿雲勳章（2015年2月12日於台北總統府頒授[79]）。江宜樺獲頒一等卿雲勳章，馬英九肯定其任內有關加速調整產業結構、建構公平正義社會、深化兩岸合作交流、拓展國際活動空間等貢獻。[80]

## 作品
江宜樺發表過多部著作。其專門著作《自由主義、民族主義與國家認同》及《自由民主的理路》皆曾獲得《中國時報》開卷版之推薦。《自由民主的理路》亦已於中國大陸出版簡體字版。
江宜樺曾在美國、中國大陸等地開授課程或擔任短期講座，發表研究成果。担任《台灣政治學刊》、《政治科學論叢》、《東吳政治學報》、《知識份子論叢》及《思想》等學術期刊的編輯委員，也是《政治與社會哲學評論》的創刊主編。

### 期刊論文
- 1993〈Politics Aestheticized: An Interpretation of Hannah Arendt's Theory of Political Action〉《人文及社會科學集刊》第6卷第1期，頁303-40
- 1995 〈政治是什麼？－試析亞里斯多德的觀點〉《台灣社會研究季刊》第19期，頁165-94
- 1997〈自由民主體制下的國家認同〉《台灣社會研究季刊》第25期，頁83-121
- 1997〈社群主義的國家認同觀〉《政治科學論叢》第8期，頁85-110
- 1997〈中華文化認同在兩岸關係發展中的作用〉《中國大陸研究教學通訊》第18期，頁14-16
- 1998〈自由主義哲學傳統之回顧〉《當代》第127期，頁16-29
- 1998〈當前台灣國家認同論述之反省〉《台灣社會研究季刊》第29期，頁163-229
- 1998〈康士坦論自由、平等與民主政治〉《東吳政治學報》第9期，頁31-58
- 1998〈現代社會中的個人權利〉《當代》第129期，頁38-47
- 1999〈托克維爾論自由、平等與民主政治〉《台灣哲學研究》第2期 ，頁25-70
- 2000〈政治判斷如何可能？簡述漢娜．鄂蘭晚年作品的關懷〉《當代》第150期，頁28-43
- 2004〈Taiwan è una nazione? Ildibattito sul nazionalisom è sull'identità nazionale Taiwanese〉traduzione di Carlo Gallo, Ventunesimo Secolo Anno III, Ottobre, pp.117-143
- 2005〈西方「政治」概念之分析〉《政治與社會哲學評論》第12期，頁1-57
- 2005〈公民理念與公民的教育〉《通識教育季刊》
- 2005〈從博雅到通識：大學教育理念的發展與現況〉《政治與社會哲學評論》第14期，頁37-64

### 會議論文
- 1997〈族群正義與國家認同〉族群正義與人權保障學術研討會 二二八事件紀念基金會
- 1997〈自由主義哲學傳統之回顧〉政治學研究方法學術研討會 政治大學政治系
- 1998〈臺灣民主意識的變遷與挑戰〉跨世紀臺灣的文化發展國際學術研討會 台灣大學
- 1998〈Asian Values and Communitarian Democracy〉International Workshop on Deliberating the "Asian Values Debate": National Values, Chinese Values and Muslim Values in Southeast Asia 中研院東南亞區域研計畫
- 1999〈Is Taiwan a Nation? On the Current Debate over Taiwanese Nationalism and National Identity〉中央研究院社科所
- 1999〈台灣自由主義思想的發展與困境〉International Conference on “Chinese Legal and Political Theory in the 21st Century 香港中文大學
- 2001〈當代兩種自由主義之爭〉西方現代性與中國社會文化學術研討會 新台灣人基金會
- 2001〈Between Modern and Postmodern: A Reading of Arendt's Political Theory in the 1990's〉International Conference on “Politicizing Arendt's Political Thought: In What Way She Has Been Read in the 1990's Ritsumeikan University, Kyoto, Japan
- 2002〈The Liberal Movement in Taiwan〉Modern State Structures in the Chinese World LSE, London, UK
- 2002 〈民主〉公民社會基本政治社會觀念研究第二次workshop 中央研究院社科所
- 2002 〈公共領域中理性溝通的可能性〉 公共知識份子與現代中國國際學術研討會 上海華東師範大學中國現代思想文化研究所
- 2003 〈Freedom and Social Necessity: Arendt's Impact on the Chinese Understanding of Politics〉International Conference on “The Thought of Hannah Arendt: Asian Dialogues in the New Century” Goethe-Institut Hong Kong
- 2005〈朱堅章先生的民主理念〉 台灣政治學會2005年年會
- 2006〈Confucianism and East Asian Public Philosophy: An Analysis of 'Harmonize but Not Conform〉The 68th Public Philosophy Kyoto Forum UNESCO International Conference "Co-constructing A Public Philosophy for Harmony and Reconciliation for 21st Century East Asia" Kyoto International Conference Hall

### 學術專書
- 1995〈漢娜‧鄂蘭論政治參與與民主〉張福建、蘇文流主編，《民主理論：古典與現代》台北：中央研究院社科所
- 1995〈政治社群與生命共同體：亞里斯多德城邦理論的若干啟示〉陳秀容、江宜樺主編，《政治社群》台北：中央研究院社科所
- 1996《共和危機》導讀〉漢娜‧鄂蘭著，蔡佩君譯，《共和危機》台北 : 時報文化
- 1998 〈麥可‧瓦瑟論多元族群社會的國家認同〉蕭高彥、蘇文流主編，《多元主義》台北：中央研究院社科所
- 1998《自由主義、民族主義與國家認同》台北：揚智文化
- 1999〈臺灣民主意識的變遷與挑戰〉黃俊傑、何寄澎主編，《臺灣的文化發展：世紀之交的省思》台北：台灣大學
- 2000《自由民主的理路》台北：聯經
- 2000〈洛克──西方自由主義之父〉江宜樺編，《洛克作品選讀》台北：誠品書店

### 專書論文
- 2000〈台灣的西洋政治思想研究〉何思因、吳玉山主編，《邁入廿一世紀的政治學》台北：中國政治學會
- 2001〈新國家運動下的台灣認同〉林佳龍、鄭永年主編，《民族主義與兩岸關係》台北：新自然主義出版社
- 2001〈約翰‧密爾論自由、功效與民主政治〉蔡英文、張福建主編，《自由主義》台北：中央研究院社科所
- 2002〈當代兩種自由主義之爭〉蔡英文、江宜樺主編，《現代性與中國社會文化》台北：新台灣人文教基金會
- 2002〈台灣自由主義思想的發展與困境〉瞿海源、顧忠華、錢永祥主編，《自由主義的發展及問題》台北：桂冠
- 2003〈台灣自由主義：挑戰與回應〉江宜樺、李強主編，《華人世界的現代國家結構》台北：商周
- 2003〈公共領域中理性溝通的可能性〉許紀霖主編，《公共性與公共知識份子》江蘇人民出版社
- 2003《民族主義與民主政治》台北：台灣大學（新視界文庫）
- 2004《社會科學通論》（與林建甫等合著）台北：台灣大學出版中心
- 2005〈關於台灣學術評鑑制度的幾點建議〉反思會議工作小組編，《全球化與知識生產──反思台灣學術評鑑》台北：台灣社會研究季刊
- 2005〈華人世界發展公共哲學的意義〉江宜樺、黃俊傑主編，《公私領域新探──東亞與西方觀點之比較》台北：台灣大學出版中心

### 其他著作
- 1995《政治社群》（與陳秀容合編）台北：中央研究院中山人文社會科學研究所
- 1995〈民粹主義與民主政治彼此互動〉《中國時報》，「時論廣場版」
- 1997〈後二二八時代的族群正義〉《中國時報》，「時論廣場版」
- 1999〈告別國族，重返民主──世紀之交台灣政治價值的反省〉《中國時報》，「時論廣場版」
- 2000《洛克作品選集》台北：誠品書店
- 2002《現代性與中國社會文化》（與蔡英文合編）台北：新台灣人文教基金會
- 2002〈莫讓學術評審制度扼殺了學術！〉《中國時報》，「時論廣場版」
- 2002〈如何建立合理的學術審查制度〉中國時報》，「時論廣場版」
- 2003〈高中人文社會教育不容再打折扣〉《中國時報》，「時論廣場版」
- 2003《華人世界的現代國家結構》（與李強合編）台北：商周出版
- 2004〈民粹公投再挫台灣憲政發展〉《中國時報》，「時論廣場版」
- 2004〈問題在違法，不在公投〉《中國時報》，「時論廣場版」
- 2004〈公民教育豈能聊備一格〉《蘋果日報》，「論壇」
- 2004〈中學教育與知識異化〉《蘋果日報》，「論壇」
- 2004〈決定台灣命運的兩種政治觀〉《中國時報》，「時論廣場版」
- 2004 〈人權有國界嗎〉《中國時報》，「時報科學與人文」
- 2004〈北大元培計畫的啟示〉《蘋果日報》，「論壇」
- 2004〈輕忽憲政，何來民主〉《中國時報》，「時論廣場版」
- 2005《公私領域新探──東亞與西方觀點之比較》（與黃俊傑合編）台北：台灣大學出版中心
- 2006-08-29 龍小姐，您誤解憲政民主了 中國時報    A15/時論廣場

### 專訪
- 2009年5月8日，《央廣》專訪研考會主委江宜樺 [81]
- 2011年3月13日，《沈春華liveshow》專訪江宜樺及夫人李淑珍[82]
- 2011年7月26日，《央廣》 專訪內政部長江宜樺 [83]

- 2013年1月30日 《蔻蔻早餐》專訪 江宜樺 [84]
- 2013年6月6日， 《蘭萱時間》 專訪江宜樺 [85]
- 2013年9月6日，《今日專訪》專訪行政院長江宜樺 [86]
- 2013年9月30日，《趙少康時間》 專訪江宜樺[87]
- 2013年12月29日，《從臺灣看全球》專訪江宜樺 [88]
- 2014年4月3日，《少康戰情室》專訪行政院長江宜樺 [89]

## 軼聞
江宜桦在台大任教期间，是学生票选的十大“经师与人师”。后来这些教师的访谈结集成书。在学生对江宜桦的采访中，江宜桦提到自己小时候也有叛逆的阶段。读小学期间，老师眼中的这个班长、乖学生竟然还组织过一个叫做“七龙帮”的帮会。2013年台联党立法委员黄文玲质询江宜桦的时候，向他丢蓝白拖并要他为可能的牢狱之灾做准备。江宜桦只回应说，“委员，我不能认同你讲的”。国民党立法委员纪国栋在随后的质询中提及江宜桦小时候的“帮会”轶事，说相信如果放在小时候江宜桦应该会扁挑衅的人一顿，并且问他现在为何可以这么有智慧，做到如此有风度。江宜桦说不敢当，每个人都有自己的人生智慧，他只是希望可以不愧亲人与朋友的期待。
江宜桦担任内政部长期间，因爲閱讀公文用眼過度造成視網膜脫落。由于他手術後提早複工，不得不在室內也戴著墨鏡，有人打趣說是內閣裏坐了個青蜂俠。还有记者亏他说，部长做手术的时候该顺便割双眼皮。
江宜樺上任行政院长后，把官邸繳回國庫，收藏在官邸内的雪山隧道贯通石也被陈列在行政院内。民間傳言隧道的貫通石能夠帶來好運，尤其是「好孕」，因此早在國道五號「雪山隧道」階段貫通時，就已經有許多民眾聞風而至，帶走許多小的貫通石。不過，最大也最關鍵的雪隧貫通石，之前一直收藏在行政院長官邸。行政院前发言人鄭麗文說，自從雪隧貫通石搬移至行政院後，行政院喜訊頻傳，員工結婚生子不斷，根據人事處統計資料顯示，申請婚嫁員工人數從2012年的9人，到2013年激增為16人，成長幅度高達7成；2012年的娩假人數則從11人，到2013年增加為15人，成長幅度也有3成，相信雪隧貫通石未來將成為參觀行政院的新地標。
江宜桦在行政院牵头组成了老棒队。2013年度，这支合计年龄超过千岁的老棒队和东园国小的少棒队以及记者队进行了球叙。战绩是一胜一负。两次比赛，江宜桦均出任先发投手。他的球衣背号是33，取自太太闺名的谐音。

## 參看
- 江宜樺內閣
- 行政院院長